# Тардоки-Янги
Тардоки-Янги, или Тордоки-Яни — горный хребет в центральном Сихотэ-Алине.
Высочайший пик в горной системе Сихотэ-Алинь, высота — 2090,4 метра над уровнем моря (по данным БСЭ 2077 м). Он расположен в юго-восточной части Нанайского муниципального района Хабаровского края, к северу от административной границы с Приморским краем.
На северных склонах горного массива распространены каровые ниши, оставшиеся со времён последнего периода оледенения, когда в них существовали каровые ледники. В настоящее время они и прилегающие истоки рек заполнены мореной с небольшими озерками (Большое, Верхнее, Маринкино). Сама гора Тордоки-Яни представляет собой «останец» между тремя близко расположенными, почти сливающимися каровыми нишами в истоках реки Бомболи. Превышение над днищами каров составляет около 500 м, над долиной реки Анюй, находящейся в 10 км к востоку — более 1600 м. Верхняя граница леса в горном массиве Тардоки-Янги располагается на высоте примерно 1400 м. Выше узкой полосой идёт пояс кедрового стланика, а над ним зона горных тундр, курумов, каменистых осыпей и скал.